# Переділка (річка)
Переділка (рос. Передовка) — річка в Україні у Корюківському районі Чернігівської області. Права притока Турчанки (басейн Десни).

## Опис
Довжина річки приблизно 12,40 км, найкоротша відстань між витоком і гирлом — 9,48  км, коефіцієнт звивистості річки — 1,31 . Формується багатьма безіменними струмками та загатами.

## Розташування
Бере початок на північно-західній стороні від села Рибинськ в урочищі Теребище у заболоченій місцині. Тече переважно на південний захід через село Орхамієвичі і на північно-східній околиці села Турівка впадає у річку Турчанку, ліву притоку річки Снов.

## Історія
У XIX столітті річка називалася Турія (рос. Турья) з лівою притокою річкою Селище.

## Цікаві факти
- Верхів'я річки пролягає між озерами Горілий Мох та Коровезьке.[1]